# قل ترسناک ۳: اولاد
قل ترسناک ۳: اولاد (انگلیسی: Basket Case 3: The Progeny) فیلمی آمریکایی در ژانر اسلشر محصول سال ۱۹۹۱ به نویسندگی و کارگردانی فرانک هننلاتر است. این فیلم سومین و آخرین قسمت از سری قل ترسناک است. این فیلم در سال ۲۰۰۴ توسط شرکت سرگرمی خانگی فاکس قرن بیستم روی دی‌وی‌دی منتشر شد.